# Klauselerteilungsverfahren
Das Klauselerteilungsverfahren ist Teil des Klauselverfahrens, in dem der Urkundsbeamte der Geschäftsstelle gem. §§ 724 ff. Zivilprozessordnung (ZPO) die einfache Vollstreckungsklausel oder der Rechtspfleger eine qualifizierte Vollstreckungsklausel erteilt, damit aus einem Titel (zum Beispiel Urteile) gegen den Schuldner zwangsvollstreckt werden kann. Das Klauselerteilungsverfahren gehört weder zum Erkenntnisverfahren (das mit dem Urteil endet) noch zum Vollstreckungsverfahren, für dessen Beginn es erst die Voraussetzungen  (nämlich Vollstreckungsklausel) schafft. Es handelt sich also weder um einen Rechtsstreit, noch um eine Zwangsvollstreckungssache, sondern um eine Zivilprozesssache.
Rechtsbehelfe im Klauselerteilungsverfahren sind:
- Erinnerung des Schuldners gegen die Erteilung der einfachen oder qualifizierten Vollstreckungsklausel (sog. Klauselerinnerung nach § 732 ZPO bzw. § 11 Abs. 1 RPflG, § 732 ZPO)
- Befristete Erinnerung des Gläubigers gegen die Ablehnung der einfachen Vollstreckungsklausel durch den Urkundsbeamten der Geschäftsstelle (§ 573 Abs. 1 ZPO)
- Sofortige Beschwerde des Gläubigers gegen die Ablehnung einer qualifizierten Vollstreckungsklausel durch den Rechtspfleger (§ 11 Abs. 1 RPflG, § 567 ZPO)
- Beschwerde gegen Ablehnung der Vollstreckungsklausel durch Notar bei notarieller Urkunde (§ 54 BeurkG)
- Klauselerteilungsklage (§ 731 ZPO)
- Klauselgegenklage (§ 768 ZPO)